# Martin Willert
Martin Willert, född 14 augusti 1974 i Huddinge församling, är en svensk tonsättare.
Han har studerat för Jan Sandström vid Musikhögskolan i Piteå och avlade 2002 en magisterexamen i komposition.

## Verk
- Karisma för stråkorkester (1998)
- Karisma III för orkester (1999)
- Karisma IV för klarinett, slagverk och piano (2000)
- Klangen för sopran, klarinett, viola och piano till text av Tomas Tranströmer (1999)
- Koral i skärvor för brassensemble (1999)
- Chaconne för 4 celli (2000)
- Klockors klang för orkester (2000)
- Långsamt landskap för orkester (2000)
- Vid varandra för stråksextett (2000)
- Coda för stråkkvartett (2001)
- Concerto grosso för stråkkvartett och orkester (2001)
- Formationer för violin och piano (2002)
- Love Song för violin- eller violasolo (2002)
- Smältande temperament för klarinett, fagott, trumpet, trombon, slagverk, violin och kontrabas (2002)
- Hallucination, version A för klarinettsolo och stråkorkester (2003)
- Hallucination, version B för klarinettsolo och kammarorkester (2003)
- Hallucination solo för klarinettsolo (2003)
- Fragile för violin, klarinett och piano (2004)
- God morgon alla barn för kammarorkester och kör (2005)
- Bor i Täby, har humor för blandad kör a cappella till text av tonsättaren (2006)
- Mäklarna för pianotrio (2006)
- Lontano för blandad kör och metronomer (2008)
- Pingpong-kingen för symfoniorkester (2008)
- Yin & Yang för symfoniorkester (2008)